# فهرست پررفت‌وآمدترین فرودگاه‌های جهان بر پایه جابه‌جایی مسافران بین‌المللی
این مقاله شامل فهرست پررفت‌وآمدترین فرودگاه‌های جهان بر پایه جابه‌جایی مسافران بین‌المللی است.

## آمار ۲۰۱۵
| رتبه | فرودگاه                             | مکان                                                          | کد (یاتا/ایکائو) | کّل مسافران | رتبهٔ ماهیانه تغییر | % تغییر |
| ---- | ----------------------------------- | ------------------------------------------------------------- | ---------------- | ---------- | ------------------ | ------- |
| ۱.   | فرودگاه بین‌المللی دوبی              | القرهود، شهر دبی، امارات متحده عربی                           | DXB/OMDB         | ۶۹٬۹۵۴٬۳۹۲ | ۱                  | ۶٫۲٪    |
| ۲.   | فرودگاه هیترو لندن                  | منطقه هیلینگدون لندن، لندن بزرگ، بریتانیا                     | LHR/EGLL         | ۶۸٬۰۹۱٬۰۹۵ | ۱                  | ۱٫۹٪    |
| ۳.   | فرودگاه بین‌المللی هنگ کنگ           | Chek Lap Kok، جزیره لانتانو، هنگ کنگ                          | HKG/VHHH         | ۶۲٬۹۲۹٬۴۲۰ | بی‌تغییر            | ۶٫۲٪    |
| ۴.   | فرودگاه شارل دوگل پاریس             | Roissy-en-France، ول-دوآز، ایل-دو-فرانس، فرانسه               | CDG/LFPG         | ۵۸٬۶۲۳٬۱۱۱ | بی‌تغییر            | ۳٫۳٪    |
| ۵.   | فرودگاه اسخیپول آمستردام            | هارلمرمیر، هلند شمالی، هلند                                   | AMS/EHAM         | ۵۴٬۹۴۰٬۵۳۴ | ۱                  | ۴٫۶٪    |
| ۶.   | فرودگاه چانگی سنگاپور               | Changi, East Region, سنگاپور                                  | SIN/WSSS         | ۵۴٬۰۹۳٬۰۷۰ | ۱                  | ۱٪      |
| ۷.   | فرودگاه بین‌المللی فرانکفورت         | Flughafen, فرانکفورت، هسن، آلمان                              | FRA/EDDF         | ۵۲٬۷۱۳٬۰۱۳ | بی‌تغییر            | ۲٫۷٪    |
| ۸.   | فرودگاه بین‌المللی اینچئون           | Jung-gu, اینچئون، کره جنوبی                                   | ICN/RKSI         | ۴۴٬۹۰۶٬۸۱۳ | ۱                  | ۱۰٫۱٪   |
| ۹.   | فرودگاه بین‌المللی آتاترک            | Yeşilköy, باقرکوی، استانبول، ترکیه                            | IST/LTBA         | ۳۸٬۰۳۷٬۳۰۲ | ۲                  | ۱۱٫۶٪   |
| ۱۰.  | فرودگاه بین‌المللی سووارنابومی       | Racha Thewa, Bang Phli, Samut Prakan, بانکوک، تایلند          | BKK/VTBS         | ۳۷٬۱۸۳٬۰۹۹ | ۳                  | ۱۰٪     |
| ۱۱.  | فرودگاه بین‌المللی تائویوان تایوان   | Dayuan, تائویوان، تایوان                                      | TPE/RCTP         | ۳۵٬۴۰۲٬۲۸۵ | ۴                  | ۱۱٫۳٪   |
| ۱۲.  | فرودگاه گاتویک                      | کراولی، ساسکس غربی، بریتانیا                                  | LGW/EGKK         | ۳۴٬۴۳۸٬۵۳۱ | ۳                  | ۸٫۸٪    |
| ۱۳.  | فرودگاه بین‌المللی کوالالامپور       | Sepang, سلانگور، مالزی                                        | KUL/WMKK         | ۳۴٬۴۳۱٬۷۷۵ | ۱                  | ۵٫۶٪    |
| ۱۴.  | فرودگاه مونیخ                       | اوبردینگ/هالبرگ موس/مارتسلینگ، اردینگ/Freising, بایرن، آلمان  | MUC/EDDM         | ۳۰٬۲۶۹٬۰۰۷ | ۱                  | ۳٫۶٪    |
| ۱۵.  | فرودگاه بین‌المللی ناریتا            | ناریتا، چیبا، چیبا, کانتو، هونشو، ژاپن                        | NRT/RJAA         | ۲۹٬۶۲۵٬۰۷۵ | ۱                  | ۲٫۹٪    |
| ۱۶.  | فرودگاه مادرید-باراخاس              | مادرید، مادرید (بخش خودمختار), اسپانیا                        | MAD/LEMD         | ۲۹٬۶۱۸٬۸۰۳ | ۱                  | ۶٫۹٪    |
| ۱۷.  | فرودگاه بین‌المللی جان اف کندی       | کویینز، نیویورک، ایالت نیویورک، ایالات متحده آمریکا           | JFK/KJFK         | ۲۸٬۴۷۱٬۴۲۷ | ۱                  | ۷٫۳٪    |
| ۱۸.  | فرودگاه بارسلونا-ال پرات            | ال پرات د یبرگات، بارسلون، کاتالونیا، اسپانیا                 | BCN/LEBL         | ۲۷٬۲۴۶٬۰۴۱ | ۲                  | ۹٪      |
| ۱۹.  | فرودگاه لئوناردو دا وینچی-فیومیچینو | فیومیچینو، رم، ایتالیا                                        | FCO/LIRF         | ۲۶٬۸۴۰٬۹۰۹ | بی‌تغییر            | ۷٫۱٪    |
| ۲۰.  | فرودگاه بین‌المللی حمد               | دوحه، قطر                                                     | DOH/OTBD         | ۲۶٬۳۵۶٬۳۹۲ | ۲                  | ۱۳٫۳٪   |
| ۲۱.  | فرودگاه زوریخ                       | Rümlang/Oberglatt, بخش بولاخ/بخش دلزدورف، کانتون زوریخ، سوئیس | ZRH/LSZH         | ۲۴٬۸۳۶٬۰۴۴ | بی‌تغییر            | ۲٫۵٪    |
| ۲۲.  | فرودگاه کپنهاگ                      | تارنبی، کمون دانمارک، استان هوودستادن، دانمارک                | CPH/EKCH         | ۲۳٬۶۱۰٬۴۵۲ | بی‌تغییر            | ۶٫۹٪    |
| ۲۳.  | فرودگاه بین‌المللی پیرسون تورنتو     | میسیساگا، انتاریو، کانادا                                     | YYZ/CYYZ         | ۲۳٬۲۷۹٬۸۵۰ | بی‌تغییر            | ۷٫۲٪    |
| ۲۴.  | فرودگاه آنتالیا                     | آنتالیا، ترکیه                                                | AYT/LTAI         | ۲۲٬۰۳۵٬۳۵۵ | ۳                  | ۲٫۲٪    |
| ۲۵.  | فرودگاه بین‌المللی وین               | وین، اتریش                                                    | VIE/LOWW         | ۲۱٬۸۳۱٬۴۰۰ | ۱                  | ۲٫۲٪    |
| ۲۶.  | فرودگاه بروکسل                      | زوانتم، برابانت فلاندر، فلاندر، بلژیک                         | BRU/EBBR         | ۲۱٬۷۱۸٬۴۶۲ | ۳                  | ۱۴٫۷٪   |
| ۲۷.  | فرودگاه دوبلین                      | دوبلین، شهرستان دوبلین، لینستر، جزیره ایرلند                  | DUB/EIDW         | ۲۱٬۶۳۵٬۱۵۵ | ۱                  | ۷٫۷٪    |
| ۲۸.  | فرودگاه بین‌المللی میامی             | شهرستان میامی-دید، فلوریدا، فلوریدا، ایالات متحده آمریکا      | MIA/KMIA         | ۲۰٬۰۹۶٬۵۴۱ | ۳                  | ۰٫۵٪    |
| ۲۹.  | فرودگاه بین‌المللی شانگهای پودنگ     | پودانگ، شانگهای، جمهوری خلق چین                               | PVG/ZSPD         | ۱۹٬۹۵۴٬۳۹۲ | NEW                | ۹٫۴٪    |
| ۳۰.  | فرودگاه بین‌المللی ابوظبی            | ابوظبی، امارات متحده عربی                                     | AUH/OMAA         | ۱۹٬۷۶۵٬۲۴۰ | NEW                | ۱۰٫۲٪   |
| ۳۱.  | فرودگاه منچستر                      | منچستر، منچستر بزرگ، بریتانیا                                 | MAN/EGCC         | ۱۹٬۴۸۴٬۹۷۲ | NEW                | ۵٫۷٪    |

## آمار ۲۰۱۳
| رتبه | فرودگاه                             | مکان                                                                | کد (یاتا/ایکائو) | کّل مسافران | رتبهٔ ماهیانه تغییر | % تغییر |
| ---- | ----------------------------------- | ------------------------------------------------------------------- | ---------------- | ---------- | ------------------ | ------- |
| ۱.   | فرودگاه هیترو لندن                  | منطقه هیلینگدون لندن، لندن بزرگ، United Kingdom                     | LHR/EGLL         | ۶۶٬۶۸۹٬۴۶۶ | بی‌تغییر            | ۳٫۵٪    |
| ۲.   | فرودگاه بین‌المللی دوبی              | القرهود، شهر دبی، United Arab Emirates                              | DXB/OMDB         | ۶۵٬۸۷۲٬۲۵۰ | بی‌تغییر            | ۱۵٫۳٪   |
| ۳.   | فرودگاه بین‌المللی هنگ کنگ           | Chek Lap Kok, جزیره لانتانو، هنگ کنگ                                | HKG/VHHH         | ۵۹٬۲۹۴٬۴۳۹ | بی‌تغییر            | ۶٫۵٪    |
| ۴.   | فرودگاه شارل دوگل پاریس             | Roissy-en-France, ول-دوآز، ایل-دو-فرانس، France                     | CDG/LFPG         | ۵۶٬۷۶۷٬۷۴۸ | بی‌تغییر            | ۱٫۰٪    |
| ۵.   | فرودگاه چانگی سنگاپور               | Changi, East Region, Singapore                                      | SIN/WSSS         | ۵۲٬۷۷۵٬۳۶۰ | ۲                  | ۵٫۷٪    |
| ۶.   | فرودگاه اسخیپول آمستردام            | هارلمرمیر، هلند شمالی، Netherlands                                  | AMS/EHAM         | ۵۲٬۵۲۷٬۶۹۹ | ۱                  | ۳٫۰٪    |
| ۷.   | فرودگاه بین‌المللی فرانکفورت         | Flughafen, فرانکفورت، هسن، Germany                                  | FRA/EDDF         | ۵۱٬۳۱۵٬۵۵۰ | ۱                  | ۱٫۱٪    |
| ۸.   | فرودگاه بین‌المللی سووارنابومی       | Racha Thewa, Bang Phli, Samut Prakan, بانکوک، Thailand              | BKK/VTBS         | ۴۱٬۳۰۲٬۸۵۲ | بی‌تغییر            | ۴٫۹٪    |
| ۹.   | فرودگاه بین‌المللی اینچئون           | Jung-gu, اینچئون، Sudogwon, South Korea                             | ICN/RKSI         | ۴۰٬۷۸۵٬۹۵۳ | بی‌تغییر            | ۶٫۴٪    |
| ۱۰.  | فرودگاه بین‌المللی آتاترک            | Yeşilköy, باقرکوی، استانبول، Turkey                                 | IST/LTBA         | ۳۳٬۹۵۵٬۷۹۸ | بی‌تغییر            | ۱۴٫۲٪   |
| ۱۱.  | فرودگاه بین‌المللی کوالالامپور       | Sepang, سلانگور، Malaysia                                           | KUL/WMKK         | ۳۲٬۶۰۵٬۳۵۶ | ۱                  | ۱۸٫۱٪   |
| ۱۲.  | فرودگاه گاتویک                      | کراولی، ساسکس غربی، United Kingdom                                  | LGW/EGKK         | ۳۱٬۶۵۷٬۸۰۵ | ۱                  | ۴٫۲٪    |
| ۱۳.  | فرودگاه بین‌المللی ناریتا            | ناریتا، چیبا، چیبا, کانتو، هونشو، Japan                             | NRT/RJAA         | ۳۰٬۵۱۶٬۱۳۵ | بی‌تغییر            | ۳٫۰٪    |
| ۱۴.  | فرودگاه مونیخ                       | اوبردینگ/هالبرگ موس/مارتسلینگ، اردینگ/Freising, بایرن، Germany      | MUC/EDDM         | ۲۹٬۲۱۶٬۸۰۸ | بی‌تغییر            | ۲٫۱٪    |
| ۱۵.  | فرودگاه بین‌المللی تائویوان تایوان   | Dayuan, تائویوان، استان تایوان تایپه، Taiwan                        | TPE/RCTP         | ۲۸٬۶۰۸٬۲۷۴ | ۱                  | ۱۰٫۲٪   |
| ۱۶.  | فرودگاه مادرید-باراخاس              | مادرید، مادرید (بخش خودمختار), Spain                                | MAD/LEMD         | ۲۷٬۷۱۱٬۱۹۷ | ۱                  | ۹٫۵٪    |
| ۱۷.  | فرودگاه بین‌المللی جان اف کندی       | کویینز، نیویورک، ایالت نیویورک، United States                       | JFK/KJFK         | ۲۶٬۵۳۰٬۶۹۸ | بی‌تغییر            | ۵٫۹٪    |
| ۱۸.  | فرودگاه لئوناردو دا وینچی-فیومیچینو | فیومیچینو، رم، Italy                                                | FCO/LIRF         | ۲۵٬۰۶۹٬۶۱۷ | بی‌تغییر            | ۰٫۶٪    |
| ۱۹.  | فرودگاه بارسلونا-ال پرات            | ال پرات د یبرگات، بارسلون، کاتالونیا، Spain                         | BCN/LEBL         | ۲۵٬۰۰۳٬۲۵۶ | بی‌تغییر            | ۵٫۸٪    |
| ۲۰.  | فرودگاه زوریخ                       | Rümlang/Oberglatt, بخش بولاخ/بخش دلزدورف، کانتون زوریخ، Switzerland | ZRH/LSZH         | ۲۴٬۲۲۷٬۱۷۸ | بی‌تغییر            | ۰٫۴٪    |
| ۲۱.  | فرودگاه بین‌المللی دوحه              | دوحه، Qatar                                                         | DOH/OTBD         | ۲۳٬۲۶۶٬۳۹۶ | بی‌تغییر            | ۹٫۹٪    |
| ۲۲.  | فرودگاه کپنهاگ                      | تارنبی، کمون دانمارک، استان هوودستادن، Denmark                      | CPH/EKCH         | ۲۲٬۰۹۶٬۸۵۵ | بی‌تغییر            | ۳٫۷٪    |
| ۲۳.  | فرودگاه بین‌المللی پیرسون تورنتو     | میسیساگا، انتاریو، Canada                                           | YYZ/CYYZ         | ۲۱٬۶۳۸٬۵۷۱ | بی‌تغییر            | ۱٫۸٪    |
| ۲۴.  | فرودگاه آنتالیا                     | آنتالیا، Turkey                                                     | AYT/LTAI         | ۲۱٬۵۲۵٬۶۷۹ | ۱                  | ۶٫۸٪    |
| ۲۵.  | فرودگاه بین‌المللی وین               | وین، Austria                                                        | VIE/LOWW         | ۲۱٬۳۵۷٬۷۳۰ | ۱                  | ۰٫۷٪    |
| ۲۶   | فرودگاه بین‌المللی میامی             | شهرستان میامی-دید، فلوریدا، فلوریدا، United States                  | MIA/KMIA         | ۲۰٬۲۰۱٬۶۲۶ | بی‌تغییر            | ۴٫۳٪    |
| ۲۷.  | فرودگاه دوبلین                      | دوبلین، شهرستان دوبلین، لینستر، Ireland                             | DUB/EIDW         | ۲۰٬۰۹۲٬۶۵۹ | بی‌تغییر            | ۵٫۶٪    |
| ۲۸.  | فرودگاه بروکسل                      | زوانتم، برابانت فلاندر، فلاندر، Belgium                             | BRU/EBBR         | ۱۸٬۹۳۲٬۱۳۷ | بی‌تغییر            | ۰٫۸٪    |
| ۲۹.  | فرودگاه بین‌المللی شرمتیوو           | خیمکی، استان مسکو، Russia                                           | SVO/UUEE         | ۱۸٬۵۸۱٬۹۰۶ | NEW                | ۸٫۳٪    |

## آمار ۲۰۱۱
| رتبه | فرودگاه                             | مکان                                                                 | کد (یاتا/ایکائو) | کّل مسافران | رتبهٔ ماهیانه تغییر | % تغییر |
| ---- | ----------------------------------- | -------------------------------------------------------------------- | ---------------- | ---------- | ------------------ | ------- |
| ۱.   | فرودگاه هیترو لندن                  | Hillingdon، لندن بزرگ، انگلستان، بریتانیا                            | LHR/EGLL         | ۶۴ ۶۸۷ ۷۳۷ | بی‌تغییر            | ۶٫۲٪    |
| ۲.   | فرودگاه پاری-شارل-دو-گل             | Roissy-en-France، وال دوآز، ایل-دو-فرانس، فرانسه                     | CDG/LFPG         | ۵۵ ۶۷۴ ۸۸۰ | بی‌تغییر            | ۴٫۸٪    |
| ۳.   | فرودگاه بین‌المللی هنگ‌کنگ            | Chek Lap Kok، New Territories، هنگ کنگ                               | HKG/VHHH         | ۵۲ ۷۴۹ ۲۶۲ | بی‌تغییر            | ۶٫۰٪    |
| ۴.   | فرودگاه بین‌المللی دبی               | القرهود، دبی، امارات، امارات متحده عربی                              | DXB/OMDB         | ۵۰ ۱۹۲ ۰۱۳ | ۱                  | ۸٫۴٪    |
| ۵.   | فرودگاه اسخیپهول آمستردام           | هارلمرمیر، هلند شمالی، هلند                                          | AMS/EHAM         | ۴۹ ۶۸۰ ۲۸۳ | ۱                  | ۱۰٫۱٪   |
| ۶.   | فرودگاه بین‌المللی فرانکفورت         | Flughafen (Frankfurt am Main)، فرانکفورت، هسن، آلمان                 | FRA/EDDF         | ۴۹ ۴۷۷ ۱۸۴ | ۲                  | ۶٫۹٪    |
| ۷.   | فرودگاه چانگی سنگاپور               | Changi، East Region، سنگاپور                                         | SIN/WSSS         | ۴۵ ۴۲۹ ۲۶۳ | بی‌تغییر            | ۱۱٫۰٪   |
| ۸.   | فرودگاه بین‌المللی سووارنابومی       | Racha Thewa، Bang Phli، Samut Prakan، بانکوک، تایلند                 | BKK/VTBS         | ۳۵ ۰۰۹ ۰۰۲ | ۳                  | ۱۱٫۴٪   |
| ۹.   | فرودگاه بین‌المللی اینچن             | Jung-gu، اینچئون، Sudogwon، کره جنوبی                                | ICN/RKSI         | ۳۴ ۵۳۷ ۸۴۵ | ۱                  | ۴٫۸٪    |
| ۱۰.  | فرودگاه مادرید-باراخاس              | مادرید، مادرید (بخش خودمختار)، اسپانیا                               | MAD/LEMD         | ۳۲ ۴۴۹ ۸۵۷ | بی‌تغییر            | ۴٫۷٪    |
| ۱۱.  | فرودگاه گاتویک                      | کراولی، انگلستان، ساسکس غربی، جنوب شرقی انگلستان، انگلستان، بریتانیا | LGW/EGKK         | ۲۹ ۹۲۳ ۳۹۱ | ۱                  | ۷٫۵٪    |
| ۱۲.  | فرودگاه مونیخ                       | اوبردینگ/هالبرگ موس/مارتسلینگ، Erding/Freising، بایرن، آلمان         | MUC/EDDM         | ۲۷ ۸۷۹ ۰۴۵ | ۱                  | ۱۰٫۱٪   |
| ۱۳.  | فرودگاه بین‌المللی ناریتا            | ناریتا، چیبا، چیبا، کانتو، هونشو، ژاپن                               | NRT/RJAA         | ۲۶ ۳۳۱ ۰۱۰ | ۴                  | ۱۸٫۱٪   |
| ۱۴.  | فرودگاه بین‌المللی کوالالامپور       | Sepang، سلانگور، مالزی                                               | KUL/WMKK         | ۲۵ ۹۱۵ ۷۲۳ | ۴                  | ۱۰٫۷٪   |
| ۱۵.  | فرودگاه لئوناردو دا وینچی-فیومیچینو | فیومیچینو، رم، ایتالیا                                               | FCO/LIRF         | ۲۴ ۴۴۸ ۹۲۵ | بی‌تغییر            | ۵٫۰٪    |
| ۱۶.  | فرودگاه بین‌المللی جان اف کندی       | کویینز، نیویورک، نیویورک، ایالات متحده آمریکا                        | JFK/KJFK         | ۲۴ ۱۶۴ ۸۲۷ | بی‌تغییر            | ۴٫۶٪    |
| ۱۷.  | فرودگاه بین‌المللی آتاترک            | یاشیل‌کوی، باکیرکوی، استانبول، ترکیه                                  | IST/LTBA         | ۲۴ ۰۴۸ ۵۸۵ | بی‌تغییر            | ۳۲٫۲٪   |
| ۱۸.  | فرودگاه زوریخ                       | Rümlang/Oberglatt، بخش بولاخ/بخش دلزدورف، ایالت زوریخ، سوئیس         | ZRH/LSZH         | ۲۳ ۶۲۸ ۷۱۸ | ۱                  | ۶٫۶٪    |
| ۱۹.  | فرودگاه بین‌المللی تائویوان تایوان   | Dayuan، Taoyuan، Taiwan، تایوان                                      | TPE/RCTP         | ۲۳ ۱۳۷ ۰۶۲ | ۵                  | ۰٫۰٪    |
| ۲۰.  | فرودگاه بارسلونا                    | ال پرات د یبرگات، بارسلون، کاتالونیا، اسپانیا                        | BCN/LEBL         | ۲۱ ۶۶۳ ۶۰۲ | ۶                  | ۲۳٫۵٪   |
| ۲۱.  | فرودگاه آنتالیا                     | آنتالیا، ترکیه                                                       | AYT/LTAI         | ۲۰ ۵۵۵ ۱۷۰ | ۲                  | ۱۳٫۶٪   |
| ۲۲.  | فرودگاه بین‌المللی وین               | وین، اتریش                                                           | VIE/LOWW         | ۲۰ ۳۹۸ ۷۶۶ | NEW                | ۸٫۰٪    |
| ۲۳.  | فرودگاه بین‌المللی پیرسون تورنتو     | میسیساگا، انتاریو، کانادا                                            | YYZ/CYYZ         | ۲۰ ۳۵۵ ۷۷۱ | ۳                  | ۶٫۰٪    |
| ۲۴.  | فرودگاه کپنهاگ                      | دانمارک، Tårnby، هوودستادن، دانمارک                                  | CPH/EKCH         | ۲۰ ۲۳۳ ۹۰۴ | ۳                  | ۶٫۷٪    |
| ۲۵.  | فرودگاه دوبلین                      | شهرستان دوبلین، لینستر، ایرلند                                       | DUB/EIDW         | ۱۸ ۶۰۷ ۶۵۱ | ۱                  | ۳٫۱٪    |
| ۲۶.  | فرودگاه بروکسل                      | زوانتم، برابانت فلاندر، فلاندر، بلژیک                                | BRU/EBBR         | ۱۸ ۵۹۰ ۸۹۱ | ۳                  | ۹٫۶٪    |
| ۲۷   | فرودگاه بین‌المللی میامی             | شهرستان میامی-دید، فلوریدا، فلوریدا، ایالات متحده آمریکا             | MIA/KMIA         | ۱۸ ۴۱۷ ۵۱۳ | ۱                  | ۹٫۰٪    |
| ۲۸.  | فرودگاه بین‌المللی دوحه              | دوحه، قطر                                                            | DOH/OTBD         | ۱۸ ۱۰۸ ۵۲۱ | NEW                | ۱۵٫۲٪   |
| ۲۹.  | فرودگاه میلانو مالپنسا              | سوما لومباردو، استان ورزه، لمباردی، ایتالیا                          | MXP/LIMC         | ۱۷ ۵۵۱ ۶۷۷ | ۴                  | ۱٫۳٪    |
| ۳۰.  | فرودگاه منچستر                      | منچستر، منچستر بزرگ، بریتانیا                                        | MAN/EGCC         | ۱۶ ۶۰۵ ۷۳۷ | NEW                | ۷٫۷٪    |

## آمار ۲۰۱۰
| رتبه | فرودگاه                             | مکان                                                                 | کد (ایکائو/یاتا) | کّل مسافران | رتبهٔ ماهیانه تغییر | % تغییر |
| ---- | ----------------------------------- | -------------------------------------------------------------------- | ---------------- | ---------- | ------------------ | ------- |
| ۱.   | فرودگاه هیترو لندن                  | Hillingdon، لندن بزرگ، انگلستان، بریتانیا                            | LHR/EGLL         | ۴۰٬۲۳۹٬۱۹۰ | بی‌تغییر            | ۰٫۸٪    |
| ۲.   | فرودگاه پاری-شارل-دو-گل             | Roissy-en-France، وال دوآز، ایل-دو-فرانس، فرانسه                     | CDG/LFPG         | ۳۵٬۵۲۶٬۳۷۴ | بی‌تغییر            | ۰٫۸٪    |
| ۳.   | فرودگاه بین‌المللی هنگ‌کنگ            | Chek Lap Kok، New Territories، هنگ کنگ                               | HKG/VHHH         | ۳۳٬۱۷۸٬۰۰۰ | بی‌تغییر            | ۱۰٫۹٪   |
| ۴.   | فرودگاه بین‌المللی فرانکفورت         | Flughafen (Frankfurt am Main)، فرانکفورت، هسن، آلمان                 | FRA/EDDF         | ۳۰٬۶۳۶٬۹۱۷ | ۱                  | ۳٫۰٪    |
| ۵.   | فرودگاه بین‌المللی دبی               | القرهود، دبی، امارات، امارات متحده عربی                              | DXB/OMDB         | ۳۰٬۲۷۵٬۶۷۱ | ۱                  | ۱۴٫۹٪   |
| ۶.   | فرودگاه اسخیپهول آمستردام           | هارلمرمیر، هلند شمالی، هلند                                          | AMS/EHAM         | ۲۹٬۸۳۷٬۱۳۶ | بی‌تغییر            | ۲٫۰٪    |
| ۷.   | فرودگاه چانگی سنگاپور               | Changi، East Region، سنگاپور                                         | SIN/WSSS         | ۲۶٬۶۲۵٬۳۲۷ | بی‌تغییر            | ۱۶٫۴٪   |
| ۸.   | فرودگاه بین‌المللی اینچن             | Jung-gu، اینچئون، Sudogwon، کره جنوبی                                | ICN/RKSI         | ۲۱٬۹۶۱٬۰۳۳ | ۱                  | ۱۶٫۹٪   |
| ۹.   | فرودگاه بین‌المللی ناریتا            | ناریتا، چیبا، چیبا، کانتو، هونشو، ژاپن                               | NRT/RJAA         | ۲۱٬۹۱۹٬۳۷۸ | ۱                  | ۸٫۵٪    |
| ۱۰.  | فرودگاه مادرید-باراخاس              | مادرید، مادرید (بخش خودمختار)، اسپانیا                               | MAD/LEMD         | ۲۰٬۶۳۶٬۰۹۵ | ۱                  | ۵٫۴٪    |
| ۱۱.  | فرودگاه بین‌المللی سووارنابومی       | Racha Thewa، Bang Phli، Samut Prakan، بانکوک، تایلند                 | BKK/VTBS         | ۲۰٬۲۹۷٬۶۹۶ | ۱                  | ۱۰٫۱٪   |
| ۱۲.  | فرودگاه گاتویک                      | کراولی، انگلستان، ساسکس غربی، جنوب شرقی انگلستان، انگلستان، بریتانیا | LGW/EGKK         | ۱۸٬۹۵۸٬۵۷۰ | بی‌تغییر            | ۳٫۵٪    |
| ۱۳.  | فرودگاه مونیخ                       | اوبردینگ/هالبرگ موس/مارتسلینگ، Erding/Freising، بایرن، آلمان         | MUC/EDDM         | ۱۶٬۴۹۹٬۶۵۱ | بی‌تغییر            | ۶٫۶٪    |
| ۱۴.  | فرودگاه بین‌المللی تائویوان تایوان   | Dayuan، Taoyuan، Taiwan، تایوان                                      | TPE/RCTP         | ۱۵٬۶۴۳٬۸۸۱ | بی‌تغییر            | ۲۲٫۰٪   |
| ۱۵.  | فرودگاه لئوناردو دا وینچی-فیومیچینو | فیومیچینو، رم، ایتالیا                                               | FCO/LIRF         | ۱۵٬۵۷۸٬۹۱۱ | ۲                  | ۱۱٫۵٪   |
| ۱۶.  | فرودگاه بین‌المللی جان اف کندی       | کویینز، نیویورک، نیویورک، ایالات متحده آمریکا                        | JFK/KJFK         | ۱۵٬۵۷۳٬۰۶۰ | بی‌تغییر            | ۶٫۲٪    |
| ۱۷.  | فرودگاه بین‌المللی آتاترک            | یاشیل‌کوی، باکیرکوی، استانبول، ترکیه                                  | IST/LTBA         | ۱۵٬۱۲۸٬۲۷۰ | ۱                  | ۱۶٫۰٪   |
| ۱۸.  | فرودگاه بین‌المللی کوالالامپور       | Sepang، سلانگور، مالزی                                               | KUL/WMKK         | ۱۵٬۰۸۷٬۹۰۰ | ۲                  | ۲۳٫۵٪   |
| ۱۹.  | فرودگاه زوریخ                       | Rümlang/Oberglatt، بخش بولاخ/بخش دلزدورف، ایالت زوریخ، سوئیس         | ZRH/LSZH         | ۱۳٬۲۶۱٬۲۶۶ | بی‌تغییر            | ۳٫۶٪    |
| ۲۰.  | فرودگاه بین‌المللی پیرسون تورنتو     | میسیساگا، انتاریو، کانادا                                            | YYZ/CYYZ         | ۱۳٬۱۱۵٬۷۸۱ | ۱                  | ۸٫۱٪    |
| ۲۱.  | فرودگاه کپنهاگ                      | Kastrup، Tårnby، هوودستادن، دانمارک                                  | CPH/EKCH         | ۱۲٬۵۹۱٬۹۴۴ | بی‌تغییر            | ۵٫۹٪    |
| ۲۲.  | فرودگاه سیدنی                       | سیدنی، نیو ساوت ولز، Sydney CBD ، استرالیا                           | SYD              | ۱۲٬۴۰۹٬۳۲۴ | ۱                  | ۷٫۴٪    |
| ۲۳.  | فرودگاه آنتالیا                     | آنتالیا، ترکیه                                                       | AYT/LTAI         | ۱۲٬۲۶۴٬۳۷۰ | ۴                  | ۱۹٫۲٪   |
| ۲۴.  | فرودگاه دوبلین                      | شهرستان دوبلین، لینستر، ایرلند                                       | DUB/EIDW         | ۱۲٬۲۵۸٬۴۳۴ | ۱                  | ۱۱٫۴٪   |
| ۲۵.  | فرودگاه میلانو مالپنسا              | سوما لومباردو، استان ورزه، لمباردی، ایتالیا                          | MXP/LIMC         | ۱۱٬۶۳۵٬۵۹۸ | ۱                  | ۴٫۰٪    |
| ۲۶.  | فرودگاه بارسلونا                    | ال پرات د یبرگات، بارسلون، کاتالونیا، اسپانیا                        | BCN/LEBL         | ۱۱٬۴۹۹٬۹۰۹ | ۲                  | ۴٫۳٪    |
| ۲۷.  | فرودگاه استانستد لندن               | Stansted Mountfitchet، اسکس، شرق انگلستان، انگلستان، بریتانیا        | STN/EGSS         | ۱۱٬۴۵۹٬۵۴۹ | بی‌تغییر            | ۷٫۳٪    |
| ۲۸   | فرودگاه بین‌المللی میامی             | شهرستان میامی-دید، فلوریدا، فلوریدا، ایالات متحده آمریکا             | MIA/KMIA         | ۱۱٬۴۱۶٬۹۸۸ | ۴                  | ۵٫۳٪    |
| ۲۹.  | فرودگاه بروکسل                      | زوانتم، برابانت فلاندر، فلاندر، بلژیک                                | BRU/EBBR         | ۱۱٬۲۳۱٬۴۱۷ | بی‌تغییر            | ۱٫۰٪    |
| ۳۰.  | فرودگاه پالما دو مالروکا            | پالما د مایورکا، مایورکا، جزایر بالئاری، اسپانیا                     | PMI/LEPA         | ۱۰٬۶۴۶٬۶۰۶ | افزایش             | ۰٫۹٪    |

## آمار ۲۰۰۸
| رتبه | فرودگاه                     | مکان                                                                 | مد (یاتا/ایکائو) | کّل مسافران | رتبه تغییر | % تغییر |
| ---- | --------------------------- | -------------------------------------------------------------------- | ---------------- | ---------- | ---------- | ------- |
| ۱.   | فرودگاه هیترو لندن          | Hillingdon، لندن بزرگ، انگلستان، بریتانیا                            | LHR/EGLL         | ۶۱٬۳۴۵٬۵۱۸ | بی‌تغییر    | ۱٫۲٪    |
| ۲.   | فرودگاه پاری-شارل-دو-گل     | Roissy-en-France، وال دوآز، ایل-دو-فرانس، فرانسه                     | CDG/LFPG         | ۵۵٬۸۰۴٬۲۷۹ | بی‌تغییر    | ۱٫۶٪    |
| ۳.   | فرودگاه اسخیپهول آمستردام   | هارلمرمیر، هلند شمالی، هلند                                          | AMS/EHAM         | ۴۷٬۳۴۹٬۳۱۹ | بی‌تغییر    | ۰٫۷٪    |
| ۴.   | فرودگاه بین‌المللی هنگ‌کنگ    | Chek Lap Kok، New Territories، هنگ کنگ                               | HKG/VHHH         | ۴۷٬۲۰۱٬۰۰۰ | ۱          | ۲٫۰٪    |
| ۵.   | فرودگاه بین‌المللی فرانکفورت | Flughafen (Frankfurt am Main)، فرانکفورت، هسن، آلمان                 | FRA/EDDF         | ۴۶٬۷۰۷٬۵۷۷ | ۱          | ۰٫۸٪    |
| ۶.   | فرودگاه بین‌المللی دبی       | القرهود، دبی، امارات، امارات متحده عربی                              | DXB/OMDB         | ۳۶٬۵۹۲٬۳۰۷ | ۲          | ۹٫۳٪    |
| ۷.   | فرودگاه چانگی سنگاپور       | Changi، East Region، سنگاپور                                         | SIN/WSSS         | ۳۶٬۲۸۸٬۰۵۰ | ۱          | ۳٫۰٪    |
| ۸.   | فرودگاه بین‌المللی ناریتا    | ناریتا، چیبا، چیبا، کانتو، هونشو، ژاپن                               | NRT/RJAA         | ۳۲٬۳۴۳٬۵۹۰ | ۱          | ۵٫۵٪    |
| ۹.   | فرودگاه گاتویک              | کراولی، انگلستان، ساسکس غربی، جنوب شرقی انگلستان، انگلستان، بریتانیا | LGW/EGKK         | ۳۰٬۴۳۳٬۸۱۰ | ۱          | ۲٫۳٪    |
| ۱۰.  | فرودگاه مادرید-باراخاس      | مادرید، مادرید (بخش خودمختار)، اسپانیا                               | MAD/LEMD         | ۳۰٬۱۳۵٬۱۲۰ | ۲          | ۲٫۷٪    |

## آمار ۲۰۰۶
| رتبه |                                      | مکان                                                 | کد (یاتا) | کّل مسافران | % تغییر |
| ---- | ------------------------------------ | ---------------------------------------------------- | --------- | ---------- | ------- |
| ۱.   | Taipei Taiyuan international airport |                                                      |           |            |         |
| ۲.   | فرودگاه پاری-شارل-دو-گل              | پاریس، فرانسه                                        | CDG       | ۵۱٬۸۸۸٬۹۳۶ | ۶٫۲٪    |
| ۳.   | فرودگاه اسخیپهول آمستردام            | آمستردام، هلند                                       | AMS       | ۴۵٬۹۴۰٬۹۳۹ | ۴٫۴٪    |
| ۴.   | فرودگاه بین‌المللی فرانکفورت          | فرانکفورت، آلمان                                     | FRA       | ۴۵٬۶۹۷٬۱۷۶ | ۱٫۹٪    |
| ۵.   | فرودگاه بین‌المللی هنگ‌کنگ             | New Territories, هنگ کنگ                             | HKG       | ۴۳٬۲۷۴٬۷۶۵ | ۸٫۷٪    |
| ۶.   | فرودگاه بین‌المللی ناریتا             | ناریتا، چیبا، منطقه شهری توکیو، ژاپن                 | NRT       | ۳۳٬۸۶۰٬۰۹۴ | ۲۵٫۳٪   |
| ۷.   | فرودگاه چانگی سنگاپور                | Changi، سنگاپور                                      | SIN       | ۳۳٬۳۶۸٬۰۹۹ | ۸٫۶٪    |
| ۸.   | فرودگاه گاتویک                       | ساسکس غربی، بریتانیا                                 | LGW       | ۳۰٬۰۱۶٬۸۳۷ | ۴٫۴٪    |
| ۹.   | فرودگاه بین‌المللی سووارنابومی        | Samut Prakan، تایلند                                 | BKK       | ۲۹٬۵۸۷٬۷۷۳ | ۱۰٫۳٪   |
| ۱۰.  | فرودگاه بین‌المللی دبی                | دبی، امارات، امارات متحده عربی                       | DXB       | ۲۷٬۹۲۵٬۵۲۲ | ۱۶٫۷٪   |
| ۱۱.  | سئول فرودگاه بین‌المللی اینچن         | اینچئون، کره جنوبی                                   | ICN       | ۲۷٬۶۶۱٬۵۹۸ | ۸٫۱٪    |
| ۱۲.  | فرودگاه مادرید-باراخاس               | Barajas، مادرید، اسپانیا                             | MAD       | ۲۴٬۸۲۸٬۶۲۷ | ۱۰٫۶٪   |
| ۱۳.  | فرودگاه بین‌المللی کوالالامپور        | Sepang، مالزی                                        | KUL       | ۲۴٬۵۷۰٬۳۸۵ | ۵٫۹٪    |
| ۱۴.  | فرودگاه مونیخ                        | مونیخ، آلمان                                         | MUC       | ۲۱٬۳۹۰٬۹۰۰ | ۹٫۶٪    |
| ۱۵.  | فرودگاه بین‌المللی آتاترک             | استانبول، ترکیه                                      | IST       | ۲۱٬۲۶۵٬۹۷۴ | ۱۰٪     |
| ۱۶.  | فرودگاه استانستد لندن                | اسکس، بریتانیا                                       | STN       | ۲۰٬۹۷۲٬۲۹۱ | ۸٫۴٪    |
| ۱۷.  | فرودگاه بین‌المللی تائویوان تایوان    | Taoyuan، تایوان، تایوان                              | TPE       | ۲۰٬۲۸۵٬۳۸۸ | ۵٫۶٪    |
| ۱۸.  | فرودگاه دوبلین                       | شهرستان دوبلین، ایرلند                               | DUB       | ۲۰٬۲۷۱٬۴۸۵ | ۱۴٫۶٪   |
| ۱۹.  | فرودگاه بین‌المللی جان اف کندی        | نیویورک، ایالات متحده آمریکا                         | JFK       | ۱۹٬۶۰۶٬۹۵۸ | ۴٫۴٪    |
| ۲۰.  | فرودگاه کپنهاگ                       | کپنهاگ، دانمارک                                      | CPH       | ۱۸٬۸۹۸٬۶۲۵ | ۳٫۹٪    |
| ۲۱.  | فرودگاه میلانو مالپنسا               | میلان، ایتالیا                                       | MXP       | ۱۸٬۶۵۴٬۴۹۷ | ۳٫۹٪    |
| ۲۲.  | فرودگاه منچستر                       | منچستر بزرگ، بریتانیا                                | MAN       | ۱۸٬۵۹۶٬۵۰۵ | ۰٫۵٪    |
| ۲۳.  | فرودگاه زوریخ                        | ایالت زوریخ، سوئیس                                   | ZRH       | ۱۸٬۴۴۴٬۸۹۴ | ۸٫۰٪    |
| ۲۴.  | فرودگاه بین‌المللی پیرسون تورنتو      | میسیساگا، انتاریو، کانادا                            | YYZ       | ۱۷٬۲۱۰٬۱۵۵ | ۱٫۲٪    |
| ۲۵.  | فرودگاه لئوناردو دا وینچی-فیومیچینو  | استان رم، لاتزیو، ایتالیا                            | FCO       | ۱۷٬۱۶۵٬۹۳۲ | ۶٫۴٪    |
| ۲۶.  | فرودگاه بین‌المللی لس‌آنجلس            | Westchester، لس‌آنجلس، کالیفرنیا، ایالات متحده آمریکا | LAX       | ۱۶٬۹۱۷٬۳۸۱ | ۳٫۳٪    |
| ۲۷.  | فرودگاه بروکسل                       | زوانتم، بروکسل، بلژیک                                | BRU       | ۱۶٬۵۷۱٬۰۶۴ | ۳٫۱٪    |
| ۲۸.  | فرودگاه بین‌المللی وین                | وین، اتریش                                           | VIE       | ۱۶٬۲۱۸٬۸۲۸ | ۶٫۳٪    |
| ۲۹.  | فرودگاه بین‌المللی شانگهای پودنگ      | شانگهای، جمهوری خلق چین                              | PVG       | ۱۶٬۰۷۳٬۳۶۷ | ۱۰٫۴٪   |
| ۳۰.  | فرودگاه پالما دو مالروکا             | پالما د مایورکا، مایورکا، جزایر بالئاری، اسپانیا     | PMI       | ۱۶٬۰۳۹٬۱۸۷ | ۵٫۳٪    |

## آمار ۲۰۰۵
| رتبه | فرودگاه                             | مکان                                                                 | کد (یاتا) | کّل مسافران | % تغییر |
| ---- | ----------------------------------- | -------------------------------------------------------------------- | --------- | ---------- | ------- |
| ۱.   | فرودگاه هیترو لندن                  | Hillingdon، لندن بزرگ، بریتانیا                                      | LHR       | ۶۰٬۹۶۴٬۳۲۳ | ۱٫۵٪    |
| ۲.   | فرودگاه پاری-شارل-دو-گل             | سن-ا-مارن/سن-سن-دونی/وال دوآز، ایل-دو-فرانس، فرانسه                  | CDG       | ۴۸٬۵۵۱٬۸۷۰ | ۵٫۰٪    |
| ۳.   | فرودگاه بین‌المللی فرانکفورت         | فرانکفورت، هسن، آلمان                                                | FRA       | ۴۴٬۷۵۶٬۴۶۹ | ۳٫۲٪    |
| ۴.   | فرودگاه اسخیپهول آمستردام           | هارلمرمیر، هلند شمالی، هلند                                          | AMS       | ۴۳٬۸۸۱٬۵۴۰ | ۴٫۰٪    |
| ۵.   | فرودگاه بین‌المللی هنگ‌کنگ            | New Territories، هنگ کنگ                                             | HKG       | ۳۹٬۵۹۳٬۰۰۰ | ۱۰٫۲٪   |
| ۶.   | فرودگاه چانگی سنگاپور               | Changi، East Region، سنگاپور                                         | SIN       | ۳۰٬۵۷۷٬۷۲۴ | ۷٫۸٪    |
| ۷.   | فرودگاه گاتویک                      | کراولی، انگلستان، ساسکس غربی، جنوب شرقی انگلستان، انگلستان، بریتانیا | LGW       | ۲۸٬۷۱۰٬۵۶۶ | ۵٫۲٪    |
| ۸.   | فرودگاه بین‌المللی ناریتا            | ناریتا، چیبا، استان چیبا، کانتو، هونشو، ژاپن                         | NRT       | ۲۷٬۱۱۵٬۸۲۲ | ۲٫۴٪    |
| ۹.   | فرودگاه بین‌المللی دن موئنگ          | بانکوک، تایلند                                                       | BKK       | ۲۶٬۷۶۸٬۷۷۲ | ۴٫۵٪    |
| ۱۰.  | فرودگاه بین‌المللی اینچن             | اینچئون، کره جنوبی                                                   | ICN       | ۲۵٬۵۴۱٬۳۶۲ | ۹٫۰٪    |
| ۱۱.  | فرودگاه بین‌المللی دبی               | دبی، امارات، امارات متحده عربی                                       | DXB       | ۲۳٬۶۰۷٬۵۰۷ | ۱۵٫۹٪   |
| ۱۲.  | فرودگاه مادرید-باراخاس              | Barajas، مادرید، مادرید (بخش خودمختار)، اسپانیا                      | MAD       | ۲۲٬۱۰۷٬۴۶۶ | ۱۰٫۶٪   |
| ۱۳.  | فرودگاه مونیخ                       | مونیخ، باواریای علیا، بایرن، آلمان                                   | MUC       | ۱۹٬۴۰۵٬۵۶۰ | ۸٫۳٪    |
| ۱۴.  | Istanbul Atatürk Airport            | استانبول، ترکیه                                                      | IST       | ۱۹٬۲۹۳٬۷۶۹ | ۱۰٪     |
| ۱۵.  | فرودگاه استانستد لندن               | Uttlesford، اسکس، شرق انگلستان، انگلستان، بریتانیا                   | STN       | ۱۹٬۲۵۷٬۵۰۲ | ۶٫۶٪    |
| ۱۶.  | فرودگاه بین‌المللی تائویوان تایوان   | Taoyuan، تایوان، تایوان                                              | TPE       | ۱۹٬۱۵۸٬۶۳۸ | ۹٫۰٪    |
| ۱۷.  | فرودگاه منچستر                      | منچستر بزرگ، شمال غربی انگلستان، انگلستان، بریتانیا                  | MAN       | ۱۸٬۶۹۰٬۶۹۵ | ۶٫۱٪    |
| ۱۸.  | فرودگاه بین‌المللی جان اف کندی       | کویینز، نیویورک، نیویورک، ایالات متحده آمریکا                        | JFK       | ۱۸٬۵۳۴٬۲۱۵ | ۷٫۱٪    |
| ۱۹.  | فرودگاه کپنهاگ                      | Tårnby، هوودستادن، دانمارک                                           | CPH       | ۱۷٬۹۶۴٬۵۳۸ | ۵٫۰٪    |
| ۲۰.  | فرودگاه دوبلین                      | Fingal، شهرستان دوبلین، لینستر، ایرلند                               | DUB       | ۱۷٬۵۷۱٬۶۷۷ | ۸٫۰٪    |
| ۲۱.  | فرودگاه بین‌المللی لس‌آنجلس           | Westchester، لس‌آنجلس، کالیفرنیا، ایالات متحده آمریکا                 | LAX       | ۱۷٬۴۶۹٬۹۲۷ | ۶٫۶٪    |
| ۲۲.  | فرودگاه زوریخ                       | کولتان، ایالت زوریخ، سوئیس                                           | ZRH       | ۱۷٬۲۶۵٬۹۵۵ | ۳٫۹٪    |
| ۲۳.  | فرودگاه بین‌المللی پیرسون تورنتو     | میسیساگا، انتاریو، کانادا                                            | YYZ       | ۱۶٬۹۷۲٬۸۶۷ | ۶٫۷٪    |
| ۲۴.  | فرودگاه لئوناردو دا وینچی-فیومیچینو | فیومیچینو، استان رم، لاتزیو، ایتالیا                                 | FCO       | ۱۶٬۵۲۷٬۰۱۶ | ۶٫۹٪    |
| ۲۵.  | فرودگاه میلانو مالپنسا              | استان ورزه، لمباردی، ایتالیا                                         | MXP       | ۱۶٬۱۹۹٬۸۲۴ | ۸٫۸٪    |
| ۲۶.  | فرودگاه بروکسل                      | زوانتم، برابانت فلاندر، فلاندر، بلژیک                                | BRU       | ۱۶٬۰۶۰٬۴۰۷ | ۳٫۶٪    |
| ۲۷.  | Antalya Airport                     | استان آنتالیا، ترکیه                                                 | AYT       | ۱۵٬۸۶۴٬۸۶۳ | ۱۳٫۸٪   |
| ۲۸.  | فرودگاه پالما دو مالروکا            | پالما د مایورکا، مایورکا، جزایر بالئاری، اسپانیا                     | PMI       | ۱۵٬۲۵۰٬۹۷۵ | ۴٫۳٪    |
| ۲۹.  | فرودگاه بین‌المللی وین               | شوخات، نیدراسترایش، اتریش                                            | VIE       | ۱۵٬۱۷۲٬۰۷۲ | ۷٫۶٪    |
| ۳۰.  | فرودگاه بین‌المللی شانگهای پودنگ     | شانگهای، جمهوری خلق چین                                              | PVG       | ۱۴٬۵۴۲٬۲۳۳ | ۱۶٫۲٪   |